# José de Leonisa
San José de Leonisa (del italiano: Giuseppe da Leonessa) (1556 - 4 de febrero de 1612) es un santo capuchino de la Iglesia católica.

## Biografía
Eufranio Desiderio nació en Leonisa, una pequeña ciudad en Umbria, ahora la Lazio.  Desde pequeño estuvo marcada su vida por la mentalidad religiosa. Solía alzar pequeños altares y pasaba mucho tiempo rezando. Los viernes solía pasar los días con la compañía de San Saviour. Fue educado por su tío, que había planeado su boda, pero cuando cumplió 16 años cayó víctima de unas fiebres e ingresó, sin parientes próximos, en la Orden de los Capuchinos realizando su noviciado en el convento de Carcerelle cerca de Asís. Dentro de la orden se caracterizó por su fuerza de voluntad a la hora de ayunar. En 1599, el año antes del Jubileo, estuvo preparándose para conseguir la indulgencia.

## En Constantinopla
En 1587 fue enviado como Superior de su orden a Constantinopla para ayudar a los cristianos cautivos allí. Llegó con sus compañeros al distrito de Galata a la casa de los monjes Benedictinos, que actualmente es la Universidad de Saint-Benoît. La pobreza en la que vivían los monjes atrajo la atención de los turcos, que enviaron emisarios. José se mostró muy solícito con los cristianos cautivos y fue cada día para rezar junto a ellos. 
Por su afán de predicar al Sultán Muhammad III fue hecho prisionero, golpeado y suspendido de un madero bajo el cual ardía un fuego lento. Tres días duró pendiente una mano de un gancho y un pie de otro gancho. A pesar de ello no murió y las heridas se curaron milagrosamente. El Sultán, admirado por lo sucedido, le conmutó la pena por destierro perpetuo. En Constantinopla San José realizó un gesto realmente de un loco: intentó entrar en el palacio a predicar al Sultán. Apresado por los guardias, se le juzgó como reo de lesa majestad.

## Regreso a Italia
A su regreso a Italia siguió predicando en su propia tierra, con resultados consoladores: conversiones y pacificación por todas partes. Promovió también obras de asistencia social como los Montes de Piedad o Frumentarios, hospitales y otras obras de beneficencia. A los 56 años de edad le diagnosticaron un tumor, del cual ya no se repuso. Se preparó tranquilamente para recibir a la hermana muerte, cuya cercanía adivinaba. Murió el 4 de febrero de 1612 en Amatrice.
La festividad del santo se celebra el día de su muerte. En su ciudad natal, hay una iglesia y un santuario que llevan su nombre. La calle rincipal se llama Corso San Giuseppe. También se le rinde culto en las iglesias de Otricoli y San Lorenzo Nuovo, con frescos que recuerdan su figura.